# Benjamin Gompertz
Benjamin Gompertz (5. března 1779 – 14. června, 1865, Londýn, Anglie), matematik samouk, který nebyl přijat na univerzitu pro svůj židovský původ. Jeho jméno je nejčastěji spojováno s demografickým modelem, který publikoval v roce 1825.
{\displaystyle N'(t)=rN(t)\log \left({\frac {K}{N(t)}}\right)\,}
{\displaystyle N(t)} počet jedinců v čase t, r je vlastní koeficient růstu a K je počet jedinců v rovnovážném stavu

## Gompertzova křivka

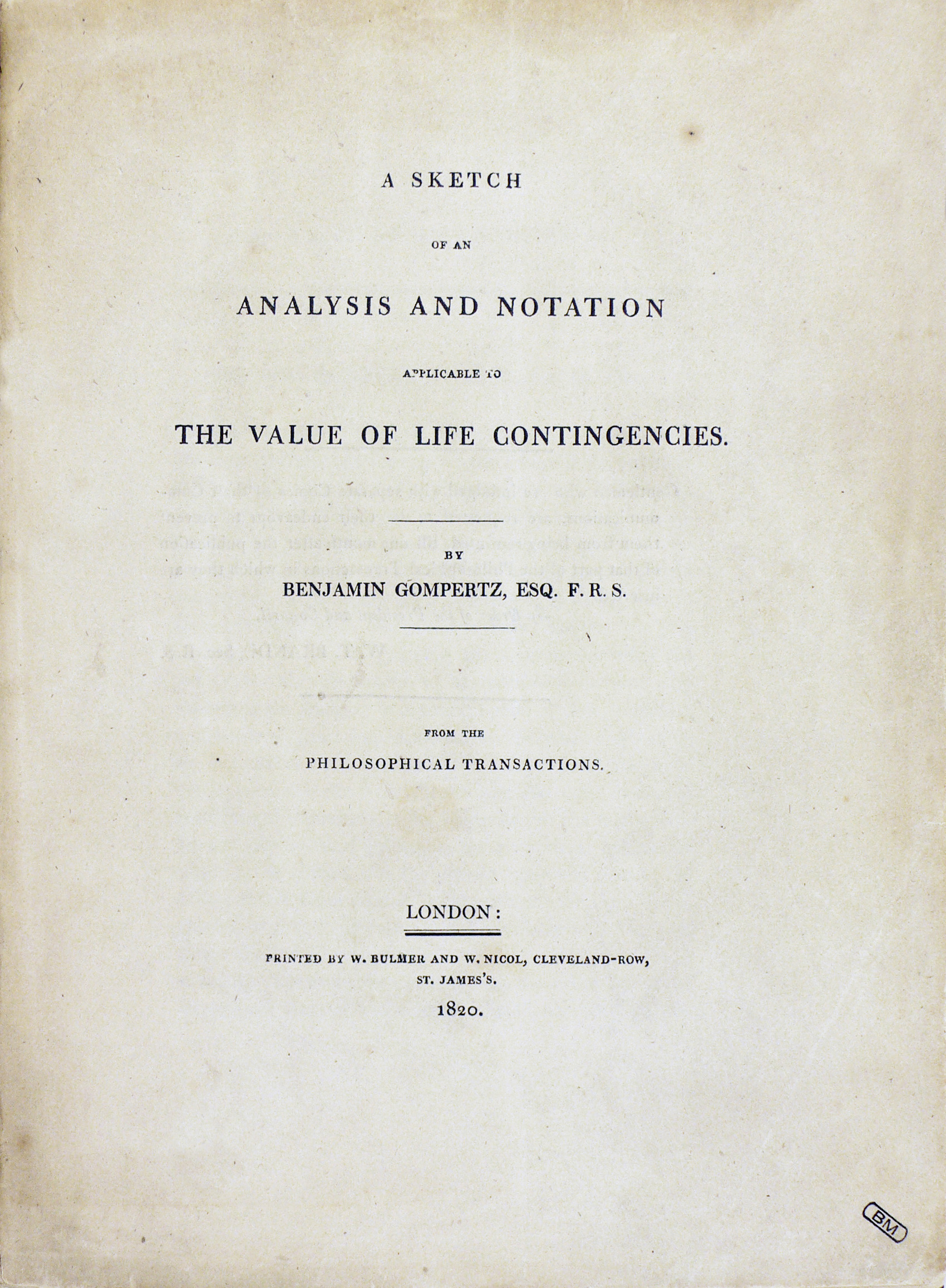
A sketch of an analysis, 1820.

Rovnice popisující Gompertzovu křivku (Gompertzova funkce) je používaná k extrapolaci časových řad s mezí saturace (nasycení) a pomalejším počátečním a koncovým růstem.
{\displaystyle y(t)=ae^{be^{ct}}}
- a mez saturace
- c koeficient růstu
- b, c jsou záporná čísla
- e Eulerovo číslo – základ přirozeného logaritmu (e = 2.71828…)

Příklady použití Gompertzovy křivky:
- Množství mobilních telefonů – růst byl nejprve pomalý kvůli vysoké ceně a po prudkém vzestupu následovalo nasycení trhu
- Růst populace v omezeném prostoru – po strmém vzestupu dochází k vyčerpání zdrojů a růst populace se zastavuje